# Himmelbjerg

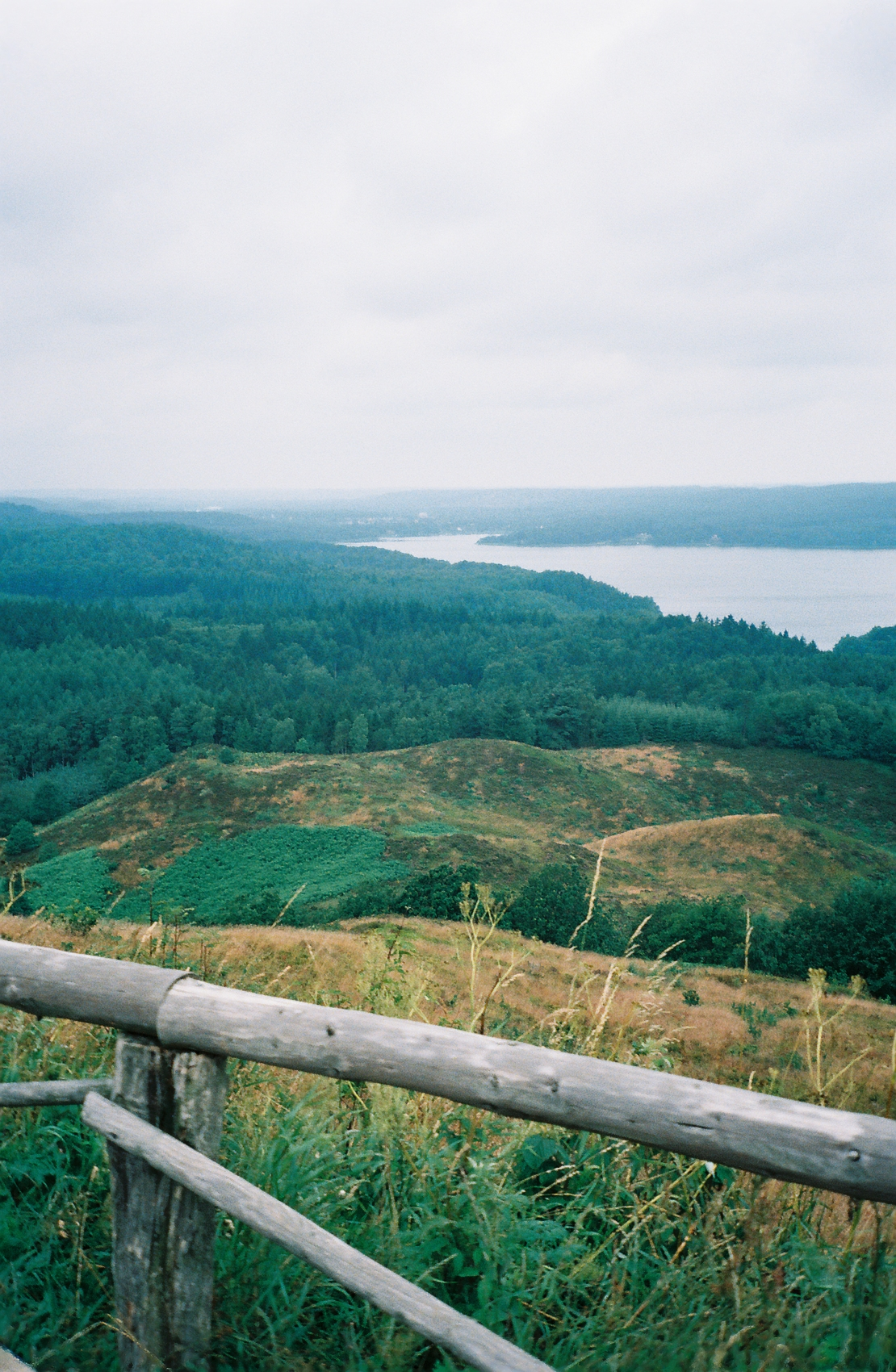
Vue depuis le sommet du Himmelbjerg.

Le Himmelbjerg (Himmelbjerget en danois, avec l'article défini) est une colline située près de Silkeborg au Danemark, dans le Jutland central, et qui s'élève à 147 m d'altitude. À son sommet se trouve une tour de briques de 25 m de hauteur, qui fut érigée en l'honneur de Frédéric VII de Danemark ; en contrebas s'étend un petit lac.
Jusqu'en 1847, la colline était considérée à tort comme le sommet le plus élevé du Danemark, sans doute en raison de son toponyme flatteur signifiant « la montagne du ciel ». Ce n'est qu'en 2005 que les géographes ont reconnu officiellement le Møllehøj comme étant le point culminant ou le sommet naturel le plus élevé du Danemark.
L'hôtel Himmelbjerget est l'hôtel se situant à la plus haute altitude du Danemark.